# Princípio da correspondência
Em física, o princípio da correspondência afirma que o comportamento de sistemas descritos pela teoria da mecânica quântica reproduz a mecânica clássica a partir de um limite para altos valores de número quântico. Em outras palavras, diz que para grandes orbitais e altos valores de energia, cálculos utilizando mecânica quântica apresentam uma equivalência com os resultados clássicos.
A nível qualitativo, este princípio simplesmente afirma que se a mecânica quântica é a teoria subjacente a todos os fenômenos físicos, ela deve reduzir-se em boa aproximação à física clássica nas situações nas quais se sabe que esta fornece uma descrição adequada da realidade.
O princípio foi formulado por Niels Bohr em um artigo intitulado “Sobre a série de espectros dos elementos”, lançando em julho de 1920, porém ele já vinha se utilizando do termo desde 1913 para determinar a relação correta entre a frequência mecânica da rotação do elétron em torno do núcleo e a frequência da radiação eletromagnética emitida, {\displaystyle \nu }.

## Enunciados
Este princípio aparece em muitos casos, nos quais ideias provenientes da mecânica quântica são analisadas em um limite clássico. No caso da radiação de corpo negro pode-se mostrar que, tomando h tendendo a zero, encontravam-se resultados compatíveis com a lei de Rayleigh – Jeans, enquanto no caso da capacidade calorífica de sólidos se observa que o comportamento das equações de Einstein no limite de altas temperaturas reproduzem o resultado clássico que Dulong-Petit haviam estabelecido um século antes. Apesar de ser verdadeira em muitas ocasiões, o princípio nem sempre é válido, como por exemplo, no caso de uma partícula em uma caixa cúbica ou um rotor rígido.
O princípio foi enunciado por Niels Bohr, em dois pontos:
- As previsões baseadas na teoria quântica deveriam demonstrar comportamento compatível com os resultados clássicos nos limites em que o número quântico tende a infinito, ou que a constante de Planck tende a zero. (Vale ressaltar que essas duas condições não são universalmente equivalentes).

- Uma regra de seleção é válida em todos os números quânticos possíveis. Portanto, todas as regras de seleção que são necessárias para se obter a correspondência exigida no limite clássico também se aplicam ao limite quântico.

## O átomo de hidrogênio
O princípio da correspondência aplicado ao átomo de hidrogênio do modelo de Bohr, significa que os níveis de energia com números quânticos muito grandes e consequentemente, muito próximos uns dos outros, em um quase contínuo de estados. Da mesma maneira que a frequência de emissão deve ser igual à frequência mecânica. Para obter a correta relação entre a frequência mecânica do elétron e a frequência de emissão ou absorção, Bohr supôs que a energia de ligação W é quantizada, assim como sugerem as fórmulas espectroscópicas descobertas empiricamente por Balmer e Rydberg. Bohr aplicando o princípio da correspondência conseguiu demonstrar que a relação entre as duas frequências envolvidas era {\displaystyle \nu ={\frac {f}{2}}}.

## Os escritos de Bohr
A maioria dos escritos de Bohr a respeito do princípio da correspondência estão presentes no volume 3 do “Niels Bohr collected works”, intitulado o princípio da correspondência (1918-1923). Como o próprio Bohr relata, a primeira aparição do termo pode ser encontrado no ano de 1913 em uma de suas palestras “Sobre a constituição de moléculas e átomos” no entanto, o termo em si não aparece em seus escritos até 1920. Nos anos antes de Bohr adotar a expressão “princípio da correspondência”, ele descreveu a relação como uma analogia entre a mecânica clássica e a quântica. Por exemplo, em um artigo de 1918 Bohr escreveu:
```
“Parece ser possível lançar uma luz nas imensas dificuldades, pela tentativa de traçar uma analogia entre a teoria quântica e a teoria ordinária da 
radiação
, da maneira mais próxima possível”.
```

Em escritos posteriores, no entanto, Bohr rejeitou explicitamente a ideia de que o princípio da correspondência poderia ser visto como uma analogia, e se refere a ele como uma lei da teoria quântica, um princípio universal, que seria parte da própria teoria quântica e não apenas uma condição generalizada fora do âmbito da teoria quântica. No artigo no qual finalmente o termo correspondência e princípio da correspondência aparecem, Bohr escreve:
```
“Embora os processos de radiação não possam ser descritos na base da teoria da 
eletrodinâmica
 ordinária, de acordo com a maneira pela qual a radiação é emitida pelos átomos ser diretamente relacionada aos componentes harmônicos decorrentes do movimento do sistema, deve haver, por um lado, uma correspondência entre os vários tipos de transições possíveis para estados estacionários e por outro lado, os vários componentes harmônicos de movimento. Essa correspondência é de tal natureza que, a presente teoria dos espectros pode ser vista de certa maneira como uma generalização racional da teoria ordinária da 
radiação
.”
```

A atitude da comunidade científica a respeito do princípio da correspondência de Bohr pode ser divido em três categorias: aqueles que interpretaram erroneamente o princípio, aqueles que não só o aceitaram como expandiram a ideia e aqueles que entenderam, porém, questionavam sua utilidade. Dentre os mais críticos estavam Max Born e Léon Rosenfeld, entre os apoiadores estavam Anthony Kramers e Von Vleck, enquanto que Sommerfeld e Heinsenberg aceitavam o princípio com certo grau de desconfiança.

## Mecânica quântica
As regras da mecânica quântica são muito eficazes em descrever objetos microscópicos, como átomos e partículas elementares. No entanto, sistemas macroscópicos, molas e capacitores são descritos precisamente por teorias convencionais, como a mecânica newtoniana e eletrodinâmica clássica. Se a mecânica quântica fosse aplicada a objetos macroscópicos, deve então, segundo o princípio da correspondência de Bohr, existir no qual a mecânica quântica é reduzida a mecânica clássica.
O princípio da correspondência se refere as condições pelas quais a mecânica quântica e a clássica entram em concordância. Bohr forneceu uma sucinta definição para o limite de correspondência: Ocorre quando os sistemas descritos pela mecânica quântica são grandes, ou seja, possuem grandes números quânticos. Uma análise mais elaborada da correspondência quântico-clássica (QCC) no espalhamento da função de onda de um elétron leva a uma distinção entre a “QCC restrita” e a “QCC detalhada”. A “QCC detalhada” requer potenciais suaves que variam em uma escala muito maior do que um comprimento de onda, que era o que Bohr considerava.
Na visão de Schrödinger, o comportamento clássico não e bem definido porque as ondas se espalham a medida que se movem. Uma vez que a sua equação obteve uma interpretação probabilística, Ehrenfest mostrou que as leis de newton valem para valores médios, de modo que os valores quânticos esperados para posição e momento obedecem à física newtoniana.

## Exemplo
Com relação a osciladores harmônicos clássicos, as regiões mais prováveis de encontrá-los são próximas aos pontos de virada do movimento, que é onde o oscilador se move mais devagar e V é grande, em contraste, para um oscilador harmônico quântico no estado fundamental, a região de maior probabilidade é ao redor da origem. Para osciladores com altos números quânticos, se observa que os picos externos de |ѱ|2 são maiores do que os picos próximos a origem, e as regiões de maior probabilidade se tornam as próximas dos pontos de virada clássicos, onde V é grande, ou seja, se evidencia o princípio da correspondência. Considere um oscilador harmônico unidimensional. De acordo com a mecânica quântica, a energia total E do oscilador (potencial e cinética), possui um conjunto de valores discretos:
{\displaystyle E=(n+1/2)\hbar \omega ,\ n=0,1,2,3,\dots ~,}
No entanto, um oscilador harmônico clássico, como uma bola presa a uma mola, a energia do sistema pertence a um contínuo de valores. Podemos verificar que essa ideia de sistema macroscópico cai no princípio da correspondência. A energia de um oscilador harmônico clássico é a seguinte:
{\displaystyle E={\frac {m\omega ^{2}A^{2}}{2}}.}
E o número quântico (n) vale:
{\displaystyle n={\frac {E}{\hbar \cdot \omega }}-{\frac {1}{2}}={\frac {m\omega A^{2}}{2\hbar }}-{\frac {1}{2}}}
Se aplicarmos os seguintes valores típicos de sistemas considerados macroscópicos: m=1kg, ω=1 rad/s, e A= 1 m, se obtêm um n que vale aproximadamente 4.74 x 1033, ou seja, um número quântico muito alto.

## Princípio da correspondência generalizada
É importe distinguir o princípio da correspondência de Bohr com o que alguns filósofos chamam de princípio da correspondência generalizada, ou princípio da correspondência geral. O filósofo da ciência Heinz Post definiu o termo no seu importante trabalho “Correspondence, Invariance and Heuristics: In Praise of Conservative Induction”, da seguinte maneira:
```
“A restrição heurística mais importante é o princípio da correspondência geral. Resumidamente, é a necessidade de que para uma nova teoria ser aceita ela deverá explicar o sucesso de sua predecessora, nas mesmas condições pelas quais se obteve resultados experimentais corroborativos.”
```

Em outras palavras, o princípio serve para indicar a redução de uma nova teoria científica a uma teoria anterior, em condições apropriadas. Para isso, a nova teoria deve explicar todos os fenômenos nas circunstâncias pelas quais a teoria precedente era válida, e mostrar similaridades nos limites correspondentes, como por exemplo a teoria da relatividade especial de Einstein, que satisfaz o princípio da correspondência, pois é reduzida à mecânica clássica para fenômenos cujas velocidades sejam muito menores do que a velocidade da luz, ou quando a mecânica estatística reproduz resultados da termodinâmica quando se trabalha com números muito altos de partículas.
Embora a correspondência geral de Post mostre certa similaridade com o princípio da correspondência de Bohr, elas são bem diferentes. E de acordo com o próprio Post a correspondência geral nem mesmo é aplicável para o específico par de teorias que Bohr se referia.